# Rungrath Poomchantuek
Rungrath Poomchantuek (tiếng Thái: รุ่งรัตน์ ภูมิจันทึก, sinh ngày 17 tháng 5 năm 1992), còn được biết với tên đơn giản Prince (tiếng Thái: ปริ้นซ์) là một cầu thủ bóng đá người Thái Lan thi đấu ở vị trí tiền vệ chạy cánh cho câu lạc bộ Giải bóng đá Ngoại hạng Thái Lan Bangkok United và đội tuyển quốc gia Thái Lan.

## Sự nghiệp quốc tế
Vào tháng 3 năm 2015 Rungrath ra mắt cho Thái Lan trong trận giao hữu trước Singapore.
Rungrath giành chức vô địch tại Đại hội Thể thao Đông Nam Á 2015 với U-23 Thái Lan.

### Quốc tế
Tính đến 30 tháng 1 năm 2024
| Đội tuyển quốc gia | Năm  | Số trận | Bàn thắng |
| ------------------ | ---- | ------- | --------- |
| Thái Lan           | 2015 | 1       | 0         |
| Thái Lan           | 2016 | 3       | 0         |
| Thái Lan           | 2017 | 1       | 0         |
| Thái Lan           | 2023 | 2       | 0         |
| Thái Lan           | Tổng | 7       | 0         |

## Bàn thắng quốc tế

### U-23
| #  | Ngày                | Địa điểm           | Đối thủ    | Tỉ số | Kết quả | Giải đấu                                     |
| -- | ------------------- | ------------------ | ---------- | ----- | ------- | -------------------------------------------- |
| 1. | 19 tháng 5 năm 2015 | Băng Cốc, Thái Lan | Myanmar    | 4–0   | 4–0     | Giao hữu                                     |
| 2. | 1 tháng 6 năm 2015  | Bishan, Singapore  | Đông Timor | 1-0   | 1-0     | Đại hội Thể thao Đông Nam Á 2015             |
| 3. | 13 tháng 6 năm 2015 | Kallang, Singapore | Indonesia  | 1–0   | 5–0     | Đại hội Thể thao Đông Nam Á 2015 Semi-finals |
| 4. | 13 tháng 6 năm 2015 | Kallang, Singapore | Indonesia  | 3–0   | 5–0     | Đại hội Thể thao Đông Nam Á 2015 Semi-finals |

## Danh hiệu

### Câu lạc bộ
Chiangmai
- Regional League Northern Division (2): 2012, 2013

### Quốc tế
U-23 Thái Lan
- Sea Games  Huy chương Vàng (1); 2015

Thái Lan
- Giải vô địch bóng đá Đông Nam Á (1): 2016